# Campsicnemus ostlinx
Campsicnemus ostlinx är en tvåvingeart som beskrevs av Neal L. Evenhuis 2008. Campsicnemus ostlinx ingår i släktet Campsicnemus och familjen styltflugor. Inga underarter finns listade i Catalogue of Life.